# Велика украинска енциклопедия
„Велика украинска енциклопедия“ (ВУЕ) е съвременна универсална украинска енциклопедия. Енциклопедията е подготвена и издадена от Държавната научна институция „Енциклопедично издателство“ (Киев).

## Историческа справка
Идеята за ВУЕ узрява сред украинската академична интелигенция от 90-те години на XX век. На ниво Национална академия на науките на Украйна тази идея е оповестена за първи път на 6 април 2001 г. в доклад на И. Дзюба. Решението за подготовка на универсална енциклопедия е прието на заседанието на Президиума на Националната академия на науките на Украйна на 29 ноември 2012 г. С Указ на президента на Украйна № 1 от 2 януари 2013 г. е взето решение за подготовка на многотомната „Велика украинска енциклопедия“ в хартиен (печатен) и електронен вариант.
Работата по създаването на „Голяма украинска енциклопедия“ започва през 2013 г. с подготовката на речника (списък с лозунги – бъдещи статии). Официалното представяне на портала e-ВУЕ e на 13 декември 2018 г.

## Характеристики на енциклопедията
Концепцията на „Великата украинска енциклопедия“ се състои в отразяване на съвременната научна картина на света, историята на човешката цивилизация и приноса на украинския народ в нея. Приблизителният брой на статиите е около 100 000.
Повечето от статиите на ВУЕ са авторски, написани от водещи специалисти на Украйна – служители на институти на Националната академия на науките на Украйна, университетски преподаватели, експерти в областите на националната икономика.
Дължината на текста на статиите на ВУЕ е между 2000 и 8000 знака. В енциклопедичната статия на e-ВУЕ текстовият материал е класифициран и се състои основно от подробни мултимедийни истории, в които текст, снимки, инфографики, рисунки, снимки, диаграми, карти, аудио и видео клипове са взаимно допълващи се наративни инструменти.
Към 2022 г. са издадени първи том на „Голямата украинска енциклопедия“ (А-Акц), втори том (Акц–Аор) и трети том (Апа–Аят).

## Допълнителна лтература
- Дзюба І. Про концептуальні засади підготовки української універсальної енциклопедії. – [Електронний ресурс]. – Режим доступу: http://www.encyclopedia.kiev.ua/vydaniya/files/dopovid.pdf
- Киридон А. Велика українська енциклопедія як національний проект: поступ ініціації // Наукові засади та теоретико-методологічні принципи створення сучасних енциклопедій: колективна монографія / За ред. д.і.н., проф. Киридон А. М. – К.: Державна наукова установа «Енциклопедичне видавництво», 2015. – С. 7–14.